# Близькосхідний похід монголів
Близькосхідний похід монголів під командуванням Хулагу (1256–1260) — один із найбільших завойовницьких походів монгольської армії, спрямований проти іранських ісмаїлітів-нізаритів, халіфату Аббасидів, сирійських Айюбідів та мамлюків Єгипту; оскільки значну роль у діях проти близькосхідних мусульман відіграли центральноазійські християни-несторіани, деякими істориками (Рене Груссе, Георгій Вернадський, Лев Гумільов) названий Жовтим хрестовим походом.

## Підготовка до походу
Мунке, якого було проголошено каганом Монгольської держави 1251 року, ухвалив рішення продовжити війни проти імперії Сун та не підкорених держав Близького Сходу. Одним із приводів для близькосхідного походу послужила скарга, подана Мунке жителями Казвіна й гірських районів Персії на збитки, яких їм завдавали ісмаїліти-нізарити (відомі на Заході як асасини, а на Сході — як мульхіди, тобто єретики). Відповідно до Рашид ад-Діна, «оскільки багато хто з тих, хто шукав правосуддя на несправедливість єретиків, передали себе на [його] найшляхетніший розгляд, Менгу-каан у рік бика відрядив до областей таджиків проти єретиків свого [молодшого] брата Хулагу-хана».
На ісмаїлітів і багдадського халіфа скаржився хану й монгольський воєначальник Байджу, який базувався у північному Ірані.
Мунке наказав Хулагу зруйнувати гірські фортеці ісмаїлітів, підкорити лурів і курдів, завоювати володіння халіфа, якщо той не виявить покірності.

### Чисельність військ

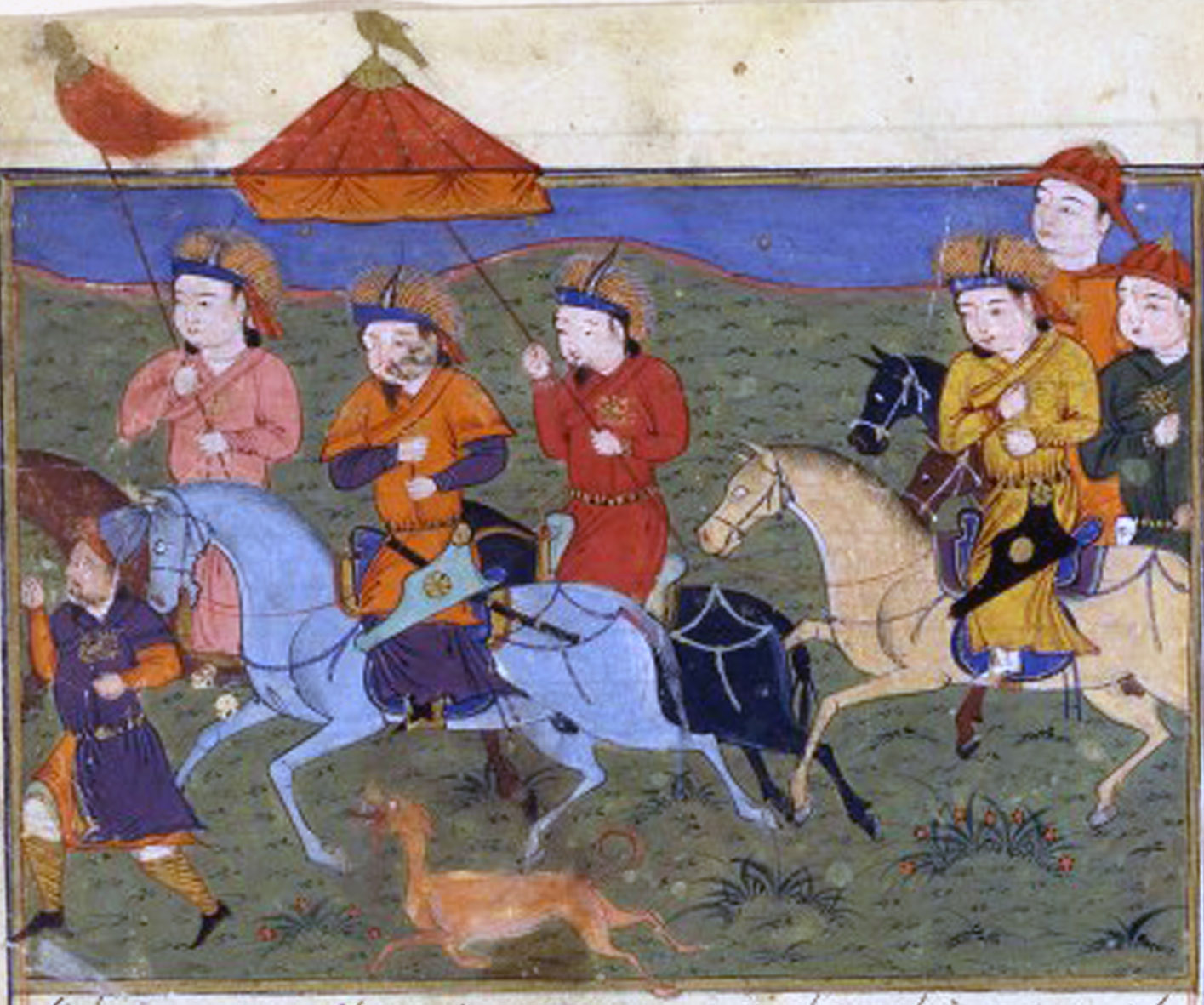
Хулагу та його армія. Мініатюра з Джамі ат-таваріх Рашид ад-Діна. Рукопис XV століття, Герат

Джувейні, а слідом за ним і Рашид ад-Дін, повідомляли, що кожен улус мав поставити до армії Хулагу по дві особи з кожного десятку воїнів. Проте це могло бути лише мовним зворотом, що означав «дуже велике військо», оскільки такий же вислів зустрічається у Джувейні 1246 року, коли Гуюк відряджав Ілджидая на війну проти ісмаїлітів.
Анонімний автор твору Шаджарат аль-атрак (XV століття) писав, що Мунке надав Хулагу одну п'яту всіх придатних до служби монголів, і це склало 120 тисяч чоловік. Му‛ін ад-Дін Натанзі повідомляв, що Хулагу виступив з Монголії в супроводі 70 тисяч чоловік.
За свідченням ченця Магакії (Григора Акнерці), вірменського історика XIII століття, чисельність військ Хулагу сягала 70 тисяч: «прийшли зі сходу… сім ханських синів, кожен із туманом вершників, а туман означає 10 000».
Сучасні дослідники намагаються розрахувати чисельність армії Хулагу, виходячи з кількості згадуваних у джерелах воєначальників — 15-17 чоловік. Якщо кожен воєначальник — темник, то в монгольському війську мало бути 150—170 тисяч чоловік. Однак тумен лише теоретично включав 10 тисяч воїнів; реальна чисельність могла бути меншою.
До армії були приписані китайські інженери для обслуговування камене-, стріло- та вогнеметних машин; чисельність китайців оцінюється по-різному, від тисячі до чотирьох.
Окрім військ Байджу під верховне командування Хулагу переходили війська Даїр-багадура, розміщені в Кашмірі. На шляху прямування армії була проведена ретельна підготовка: через річки перекинуто мости, відремонтовано дороги; племена, які кочували на території, якою мала рухатись армія, були зігнані зі своїх місць; заготовлено величезні склади продовольства й фуражу.

### Участь християн
Хулагу симпатизував буддистам, але в цілому використовував прибічників різних релігій у своїх політичних цілях. Однак його старша дружина, впливова Докуз-хатун, була християнкою та покровителькою християн. Найман Кітбука був несторіанином. Зрештою, до союзу з монголами вступив цар Малої Вірменії Хетум I, який зміг залучити до союзу з монголами антіохійського князя Боемунда, видавши за нього заміж свою дочку.

## Виступ військ
Хулагу залишив Монголію в жовтні 1253 року, але рухався украй повільно. 1254 року він був в Алмалику й Улуг-Іві у правительки Чагатайського улусу Ергене-хатун, а у вересні 1255 року його приймав поблизу Самарканда монгольський намісник Мавераннахра Мас'уд-бек, син Махмуда Ялавача. Таке неспішне просування було пов'язано з протидією глави Улусу Джучі Бату, який не бажав пускати імперську армію за Амудар'ю, територію за якою розглядав як сферу впливу Джучидів. Не останню роль відігравала позиція Берке, брата Бату, який заявив:
|  | Ми возвели Менгукана, і чим він нам віддячив за це? Тим, що відплачує нам злом проти наших друзів, порушує наші угоди… та домагається володінь халіфа, мого союзника… В цьому є дещо гидке» |

Мунке не бажав сваритись із Бату, тому до смерті останнього (1255/1256) рішучого наступу не було. Тим не менше, ще в серпні 1252 року з Монголії виступив авангард під командуванням Кіт-Буга-нойона чисельністю 12 тисяч, який з березня 1253 року діяв проти ісмаїлітів у Кухистані, тримаючи в облозі фортецю Гірдекух.

## Розгром нізаритів

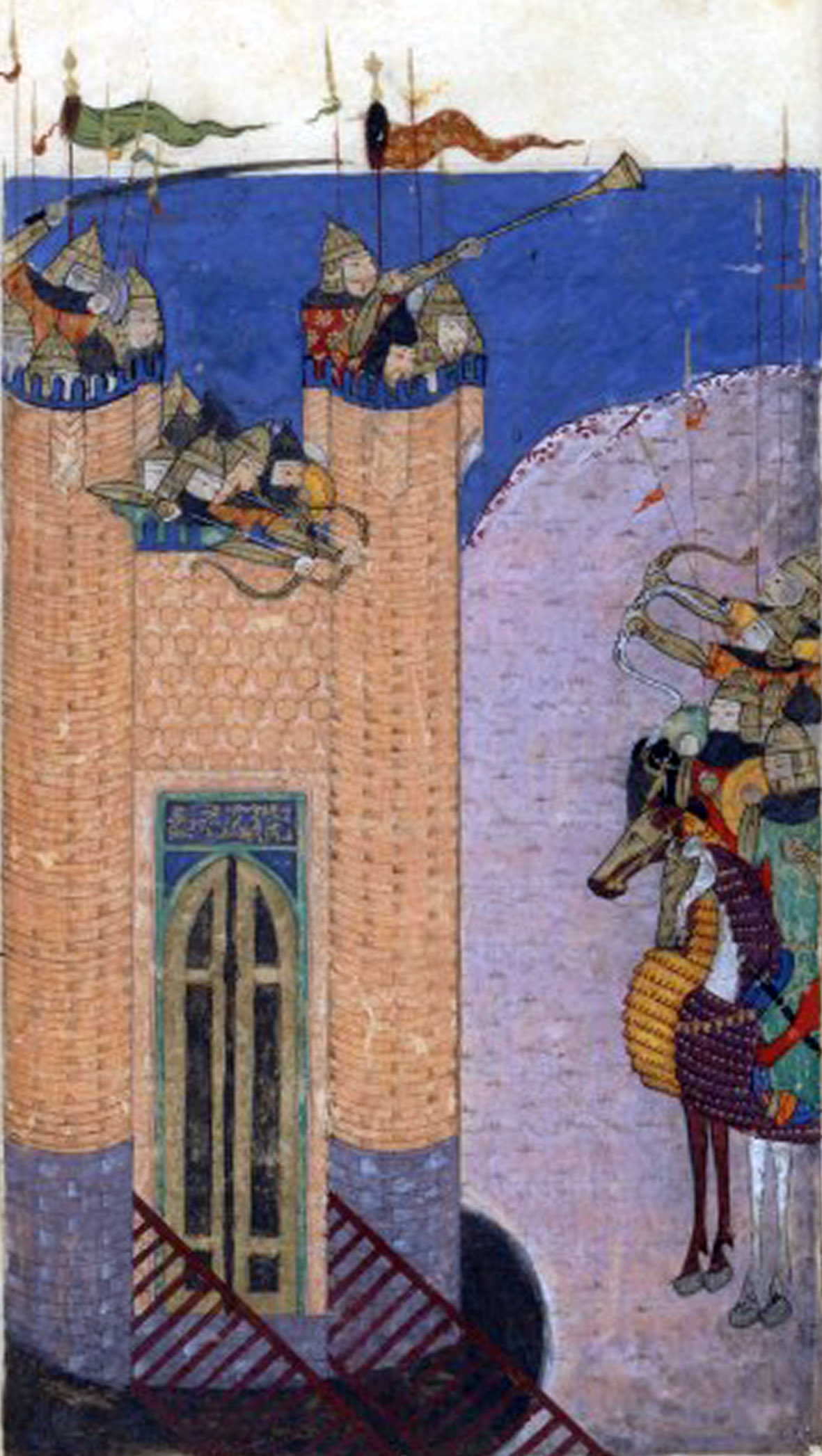
Облога Аламута. Мініатюра з Таріх-і-джехангуша Джувейні. Рукопис XV століття, Шираз

У січні 1256 року Хулагу, поповнивши свою армію джучидськими підрозділами, наданими Сартаком, форсував Амудар'ю та взяв в облогу нізаритські фортеці в Кухістані (Ельбурс). Не покладаючись лише на військову силу, Хулагу почав і дипломатичний наступ, зажадавши від імама низаритів Рукн-ад Діна Хуршаха капітуляції. Серед ісмаїлітів існувала промонгольська партія, до якої належали відомий перський вчений Насір ад-Дін ат-Тусі й лікар Муваффік ад-Доуле, дід Рашид ад-Діна, знаменитого міністра держави Хулагуїдів. Під впливом цієї партії Хуршах погодився здати фортеці в обмін на збереження життя й володінь. Однак, лишень Хулагу відчув, що Хуршах намагається виграти час і затягує перемовини, він почав штурм фортеці Меймундіз, де перебував імам. Зрештою, Хуршах був змушений здатись. Хулагу відрядив його до Монголії, до Мунке, який мав вирішити долю Хуршаха. Дорогою, в Середній Азії, 9 березня 1257 року Рукн ад-дін Хуршах, імовірно, за таємним наказом Мунке, був убитий. У той же час, Насір ад-дін ат-Тусі став радником та особистим астрологом Хулагу.
Більшість ісмаїлітських фортець у Кухістані здалась без бою упродовж року та були зруйновані. Лише небагато, в тому числі й знаменитий Аламут, що капітулював 15 грудня 1256 року, чинили незначний спротив. Складніше за всіх довелось монголам під час облоги Гірдекуха, яка тривала роки.
Історик Джувейні, який служив Хулагу, ознайомився з багатим книгосховищем Аламута. Рукопис «Сергузашт-і сейїдна», присвячений життю Хасана ібн Саббаха, була використана Джувейні у власному творі.

## Завоювання Багдада

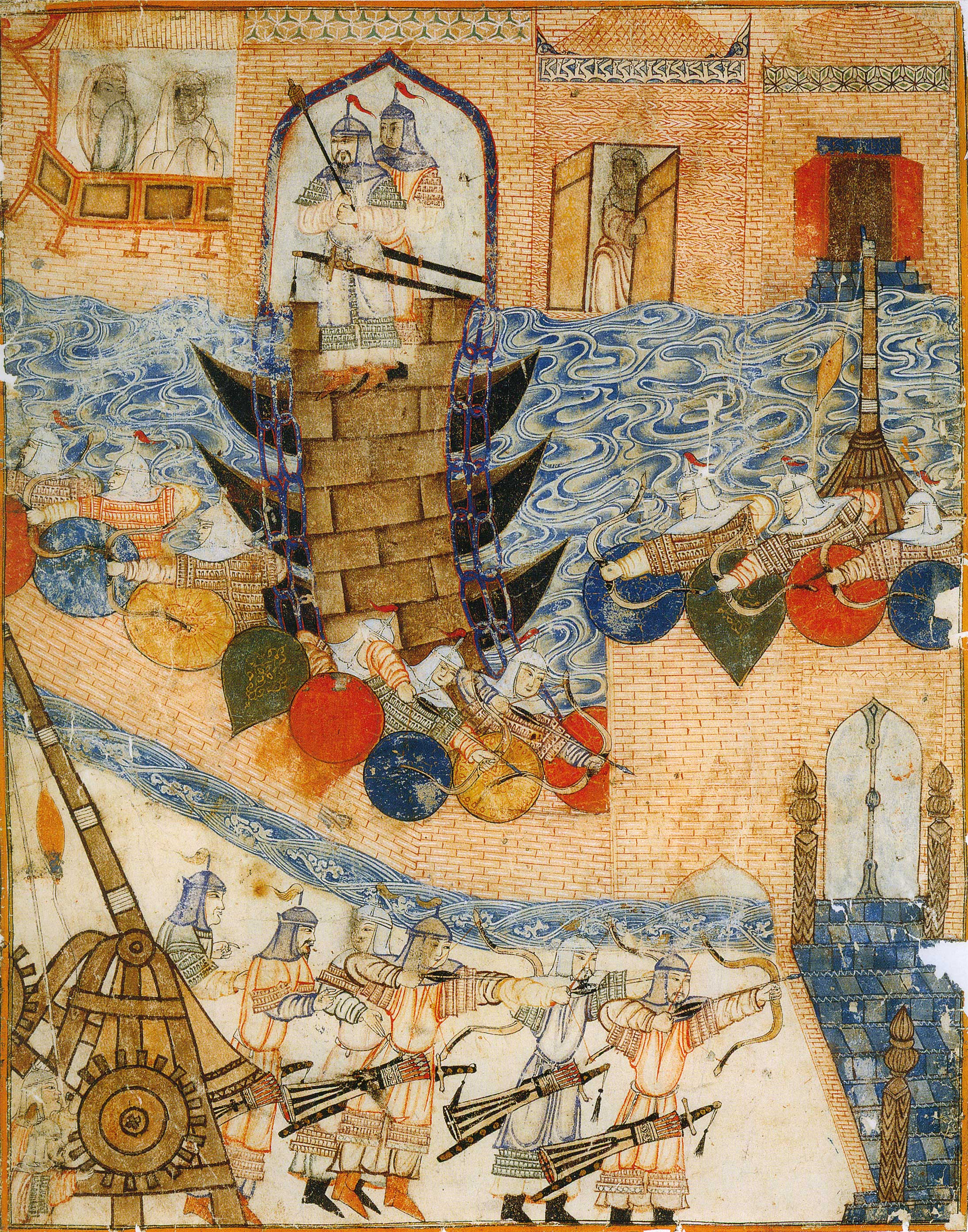
Падіння Багдада. Ілюстрація до Джамі ат-таваріх Рашид ад-Діна

Покінчивши з нізаритами, Хулагу зажадав покірності від багдадського халіфа аль-Мустасіма. Халіф, самовпевнено відкинувши ультиматум монгольського командувача, не мав, однак, сил, щоб йому протистояти. Серед сановників, які оточували халіфа, не було єдності з приводу заходів, яких необхідно були вжити для оборони країни. До того ж аль-Мустасім відмовився сплатити найманому війську гроші, й воно було розпущено.
Польова армія Аббасидів під командуванням Фатх ад-діна ібн Керра зазнала поразки на березі Тигру від військ Байджу. На початку 1258 року Хулагу, Байджу та Кіт-Буга завершили оточення Багдада. Спочатку до справи стали знаряддя облоги, а потім розпочався штурм. До середини лютого місто опинилось в руках монголів. У побитті жителів були помилувані християни (на прохання несторіанки Докуз-хатун, старшої дружини Хулагу) та євреї, яких монголи розглядали як своїх союзників, оскільки за халіфів вони зазнавали утисків. Ал-Мустасім, який здався у полон, за наказом Хулагу був змушений показати таємні скарбниці Аббасидських правителів, а потім, 20 лютого, був страчений.
У той же період нойон Урукту був відряджений для взяття міста Ірбіль. Його правитель Тадж ад-Дін ібн Салайя підкорився монголам, проте курди, що захищали фортецю, здаватись відмовились. Тривала облога успіху не принесла. Тільки літня спека змусила курдів залишити Ірбіль, і його зайняв союзник монголів Бадр ад-Дін Лулу, атабек Мосула.

## Сирійська кампанія

Наступ монголів у Леванті (1260)

Після завоювання Багдада Хулагу розташувався в околицях Мараги у Східному Азербайджані. В серпні 1258 року він приймав там мусульманських володарів, які прибули висловити покірність, зокрема, Бадр ад-Діна Лулу, атабека Са'да з Фарсу, братів Ізз ад-Діна Кей-Кавуса II та Рукн ад-Діна Килич-Арслана IV з Конійського султанату. Бадр ад-Дін Лулу відрядив свого сина Саліха на службу Хулагу.
12 вересня 1259 року армія Хулагу виступила на захід. В авангарді йшли сили Кітбукі, на правому крилі — Байджу й Шиктур, на лівому — Сунджак, центром командував сам Хулагу. Монголи зайняли Ахлат, розгромили в сусідніх горах курдів. Саліх був відряджений на завоювання Аміда (нині — Діярбакир), а Хулагу захопив Едесу. Потім було взято Нісібін і Харран.
Монголи перетнули Євфрат та закликали намісника Халеба аль-Муаззама Туран-шаха здати місто. У відповідь на відмову 18 січня 1260 року вони взяли в облогу Халеб. В облозі брали участь і війська християнських союзників Хулагу — Хетума Вірменського, і Боемунда Антіохійського. Місто було зайнято за тиждень, проте цитадель трималась до 14 (за іншими відомостями до 26) лютого. Після її взяття монголи влаштували різню, яка припинилась за шість днів за наказом Хулагу. Із захисників цитаделі живим залишили тільки одного вірменського золотих справ майстра. Хетум спалив мечеть Халеба, зберігши яковітську церкву. Хулагу повернув вірменському царю деякі області та замки, відняті у нього халебськими правителями. Боемунд отримав халебські землі, що перебували в руках мусульман з часів Салах ад-Діна.
31 січня Айюбідський султан ан-Насір Юсуф, дізнавшись про падіння Халеба, відступив із військом з Дамаска до Гази. Дамаск здався монголам без бою, та 14 лютого (за іншими відомостями — 1 березня) Кітбука вступив до міста, призначивши там монгольського управляючого.

## Дії корпусу Кітбукі
Після отримання звісток про смерть великого хана Мунке Хулагу з основною частиною армії відступив до Закавказзя (червень 1260 року). Кітбуку залишились порівняно невеликі сили (10—20 тисяч чи навіть 10—12 тисяч,включаючи підкріплення від союзних вірменів та грузинів). Хулагу залишив свого воєначальника з таким нечисленним військом, мабуть, невірно оцінивши сили своїх противників у Єгипті; можливо, він був введений в оману інформацією, отриманою від захоплених в Сирії полонених. З іншого боку, Хулагу був змушений забрати левову частку війська, імовірно, розуміючи, що невдовзі після смерті Мунке неминуче спалахне конфлікт із Джучидами за спірні території в Закавказзі. Кітбуку було доручено зберегти вже завойоване (інформація Бейбарса аль-Мансурі). За відомостями Ібн аль-Аміда, він мав також уважно стежити за франками прибережних хрестоносних держав. Сам Хулагу у своєму листі Людовіку Французькому (1262) повідомляв, що Кітбуку було наказано підкорити фортеці ісмаїлітів у північній Сирії.
Кітбука продовжив завоювання з Сирії на південь — до Палестини, захопивши Баальбек, аль-Субейба й Аджлун, монголи увійшли до Самарії та жорстоко розправились із Айюбідським гарнізоном Наблуса. Далі монгольські загони безперешкодно зайняли Газу, Айюбідський султан ан-Насір Юсуф потрапив у полон та був висланий до Хулагу, монгольські гарнізони чисельністю 1000 чоловік були розміщені в Газі й Наблусі. Назустріч Кітбуку вирушила армія єгипетських мамлюків під командуванням Кутуза та Бейбарса. 3 вересня 1260 року в битві при Айн-Джалуті монгольське військо зазнало поразки. Кітбука потрапив у полон і був страчений.